# St. Anna (Tripsrath)

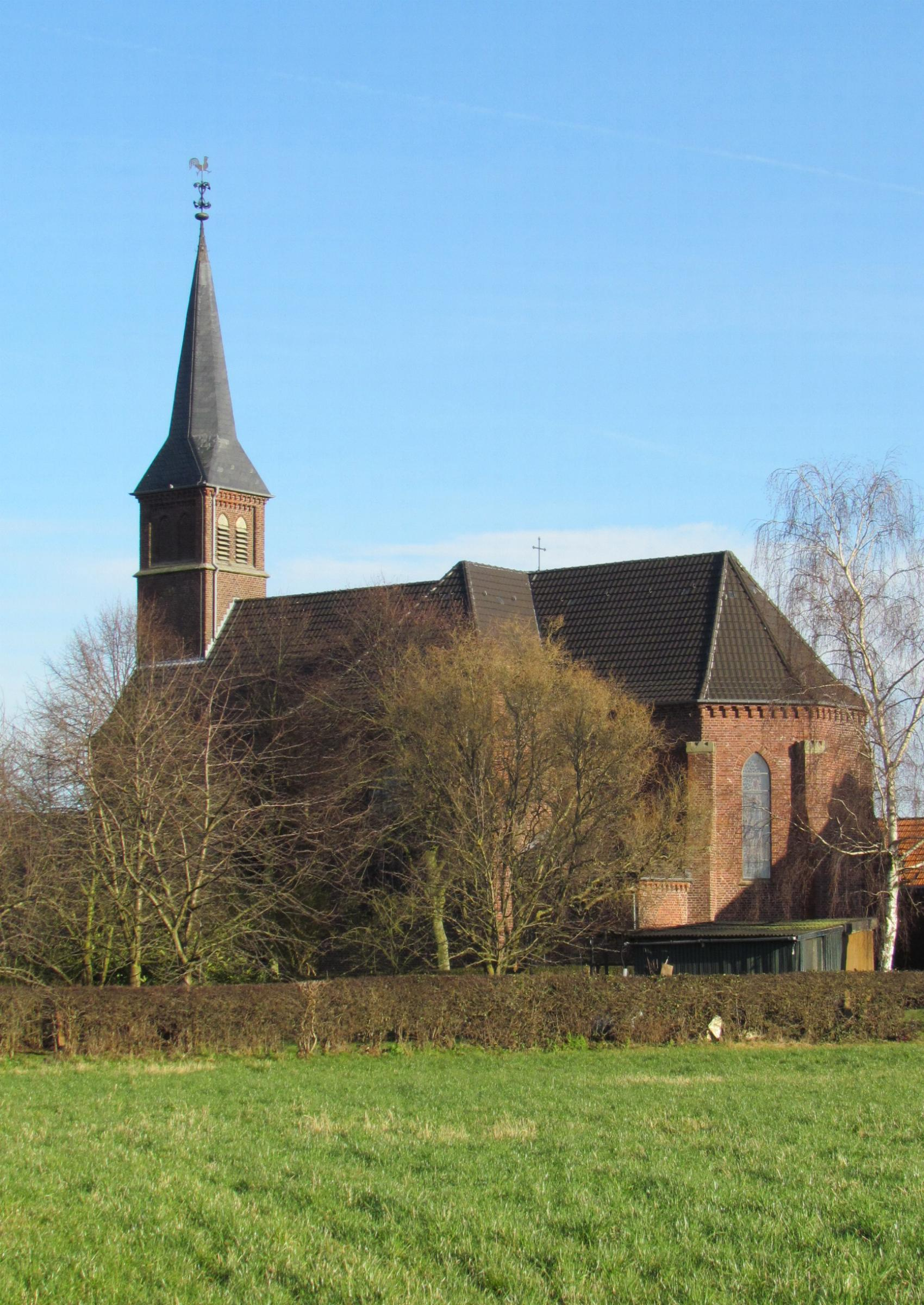

Die römisch-katholische Kirche St. Anna hat ihren Standort im Ortsteil Tripsrath in der Stadt Geilenkirchen in Nordrhein-Westfalen. Sie steht als Baudenkmal unter Denkmalschutz.

## Lage
Die Kirche St. Anna steht im südöstlichen Bereich des Ortes Tripsrath an der Annastraße 2. Das Pfarrhaus liegt in unmittelbarer Nähe.

## Geschichte
Nachdem 1870 in Tripsrath eine Notkirche eingerichtet war, wurde 1873 nach einem Plan von Vinzenz Statz aus Köln mit dem Bau einer Kirche begonnen. Am 8. August 1873 legte Weihbischof Johann Anton Friedrich Baudri den Grundstein. Am 18. April 1876 konnte die Kirche benediziert werden, am 30. Mai 1893 war die feierliche Weihe. Die Kriegsschäden des Zweiten Weltkrieges waren bis 1953 behoben. 1957 wurde an der südlichen Chorwand eine Sakristei gebaut. Chorraum und Hochaltar wurde mehrfach umgestaltet. 1985 wurde die Kirche renoviert. Am 12. Januar 1997 brach in der Kirche ein Feuer aus. Die Freiwillige Feuerwehr war schnell zur Stelle und hatte das Feuer nach 30 Minuten unter Kontrolle.

## Architektur
Bei der Kirche handelt es sich um eine Backsteinkreuzkirche mit zweijochigem Langhaus. Das quadratische Vierungsjoch wird flankiert von je einem Nebenjoch. Der fast quadratische Chorraum hat einen dreiseitigen Abschluss. Langhaus und Querschiff haben Kreuzrippengewölbe, das Chorhaus ein Sterngewölbe. Über dem Giebel steht der vierseitige Turm mit achtseitigem spitzem Helm.

## Ausstattung
- Die Orgel mit 17 Registern und mechanischer Traktur aus dem Jahre 1956 wurde von Heinz Wilbrand aus Übach-Palenberg gebaut.
- Im Kirchturm befinden sich Glocken aus dem Jahre 1953.
- Hochaltar aus ca. 1900, Tabernakel, Zelebrationsaltar aus Marmor, Heiligenfiguren aus Gips und Holz.
- Buntverglasung[3]

## Galerie

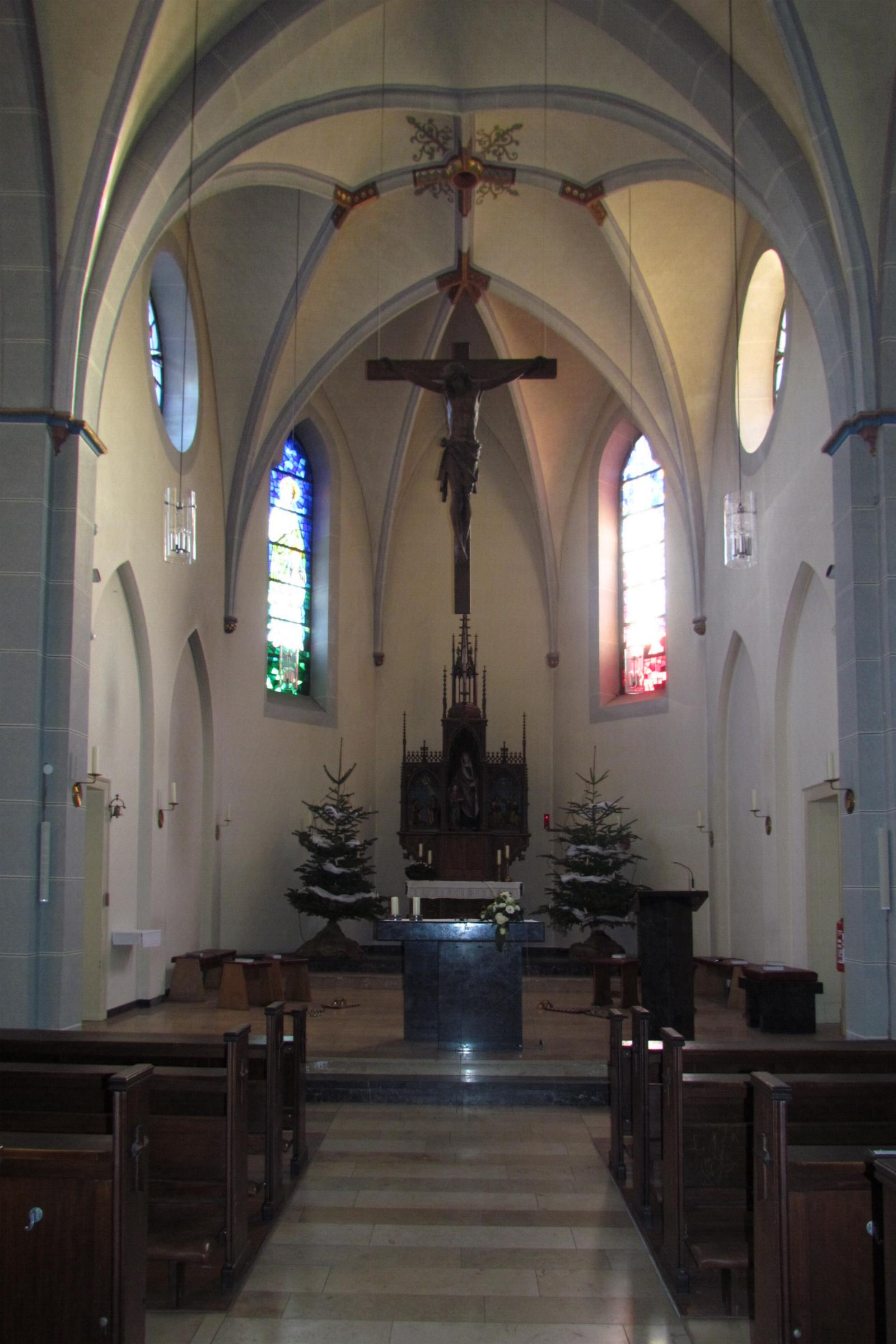
Altarraum St. Anna
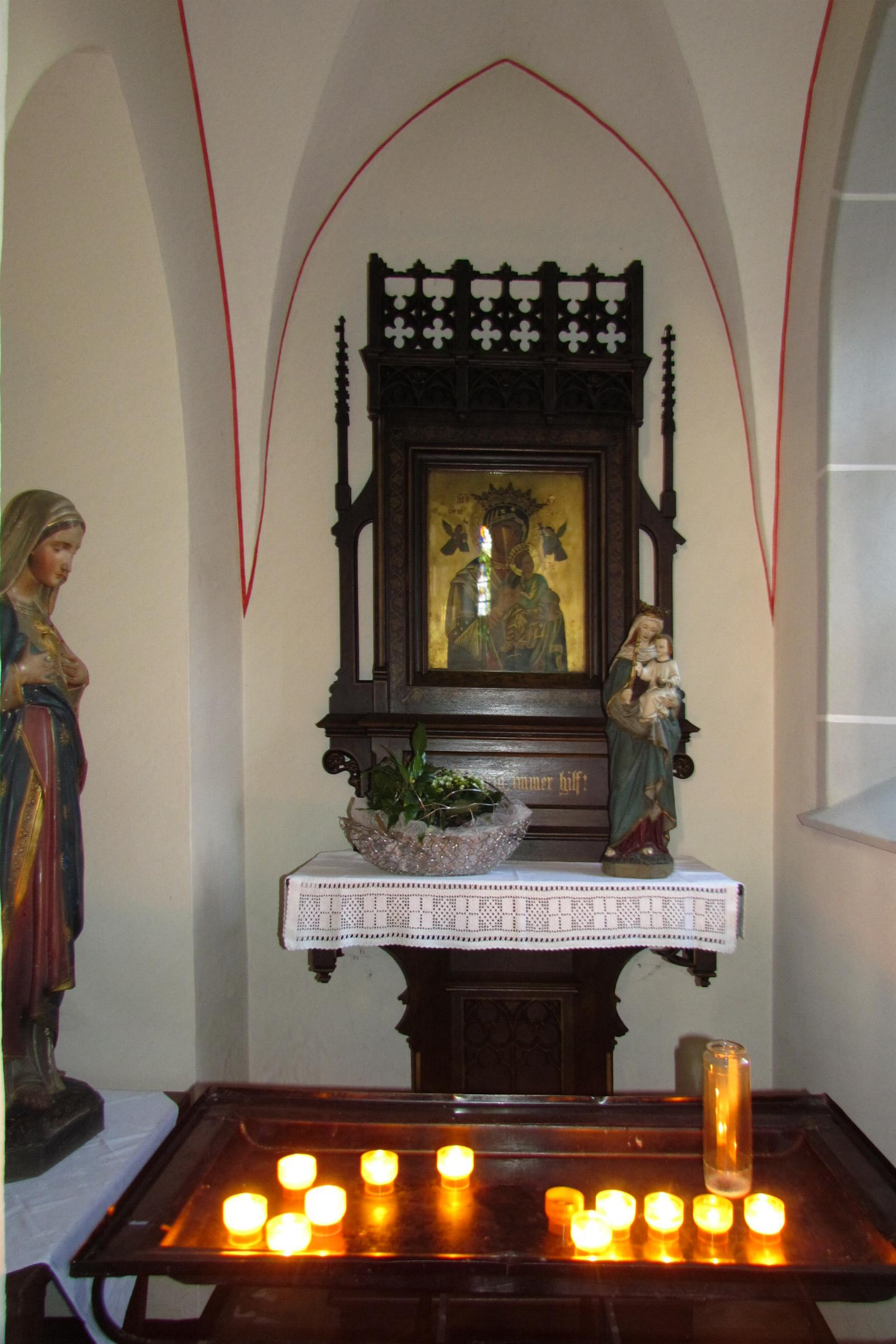
Marienaltar
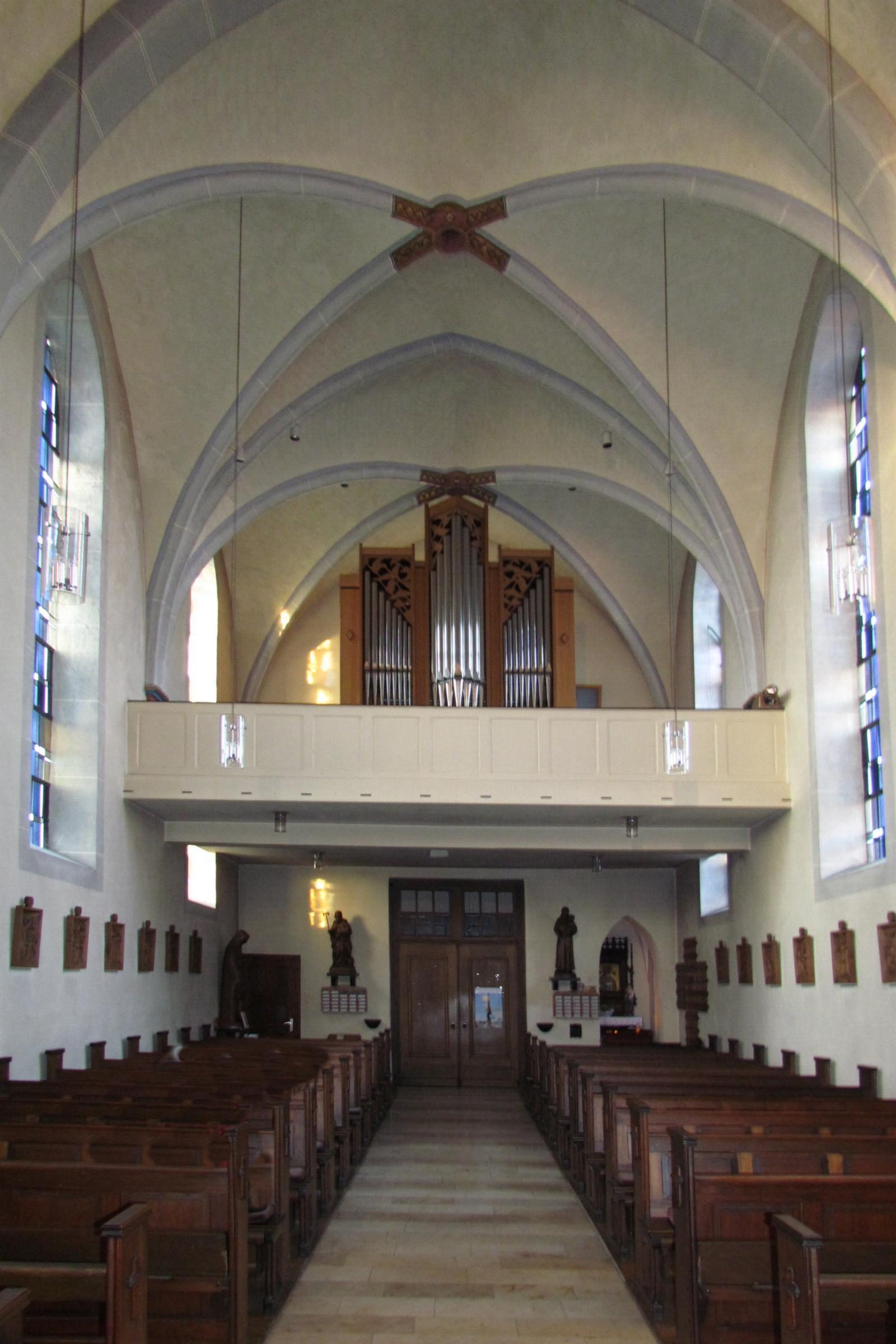
Innenansicht mit Orgel
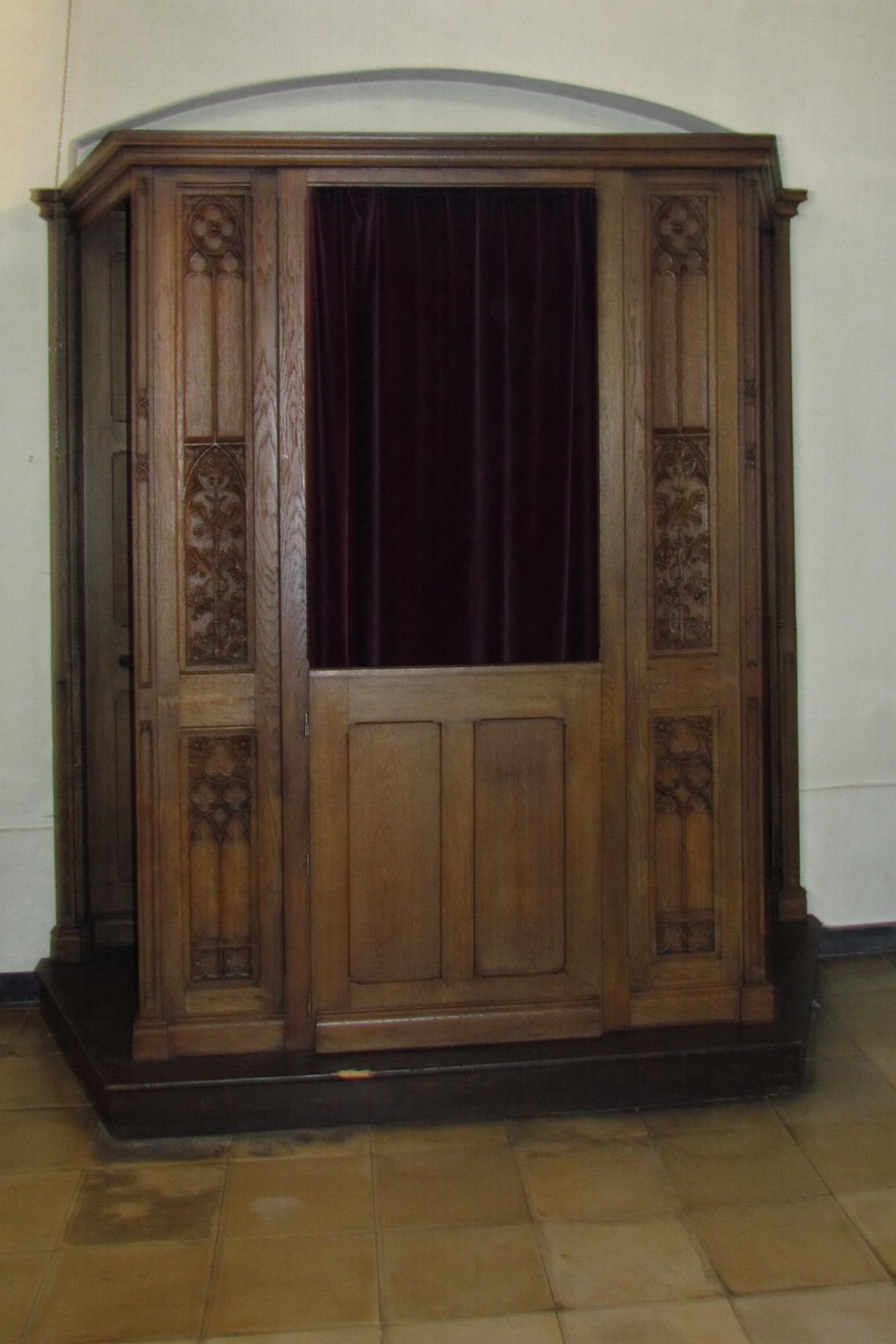
Beichtstuhl
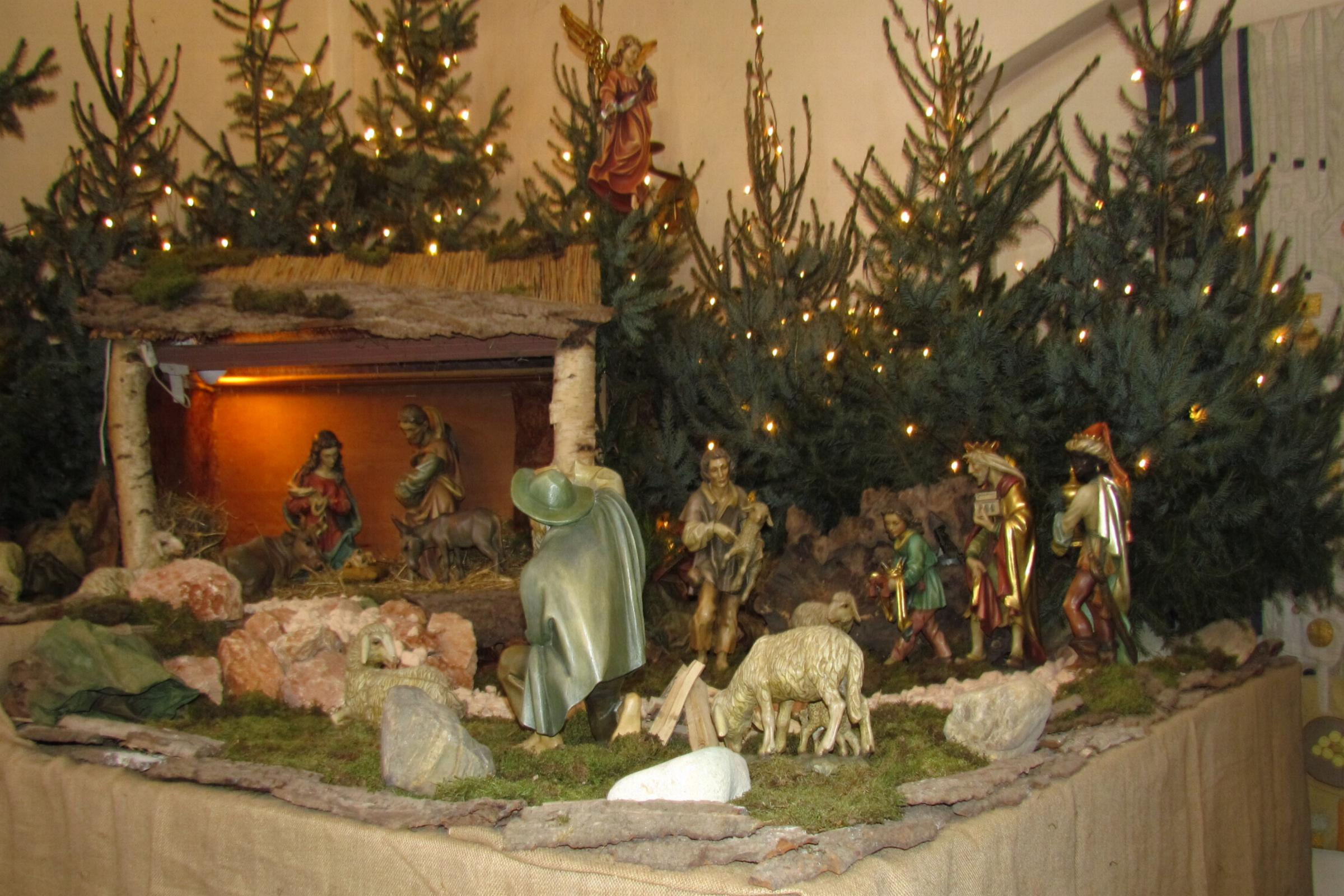
Weihnachtskrippe 2013
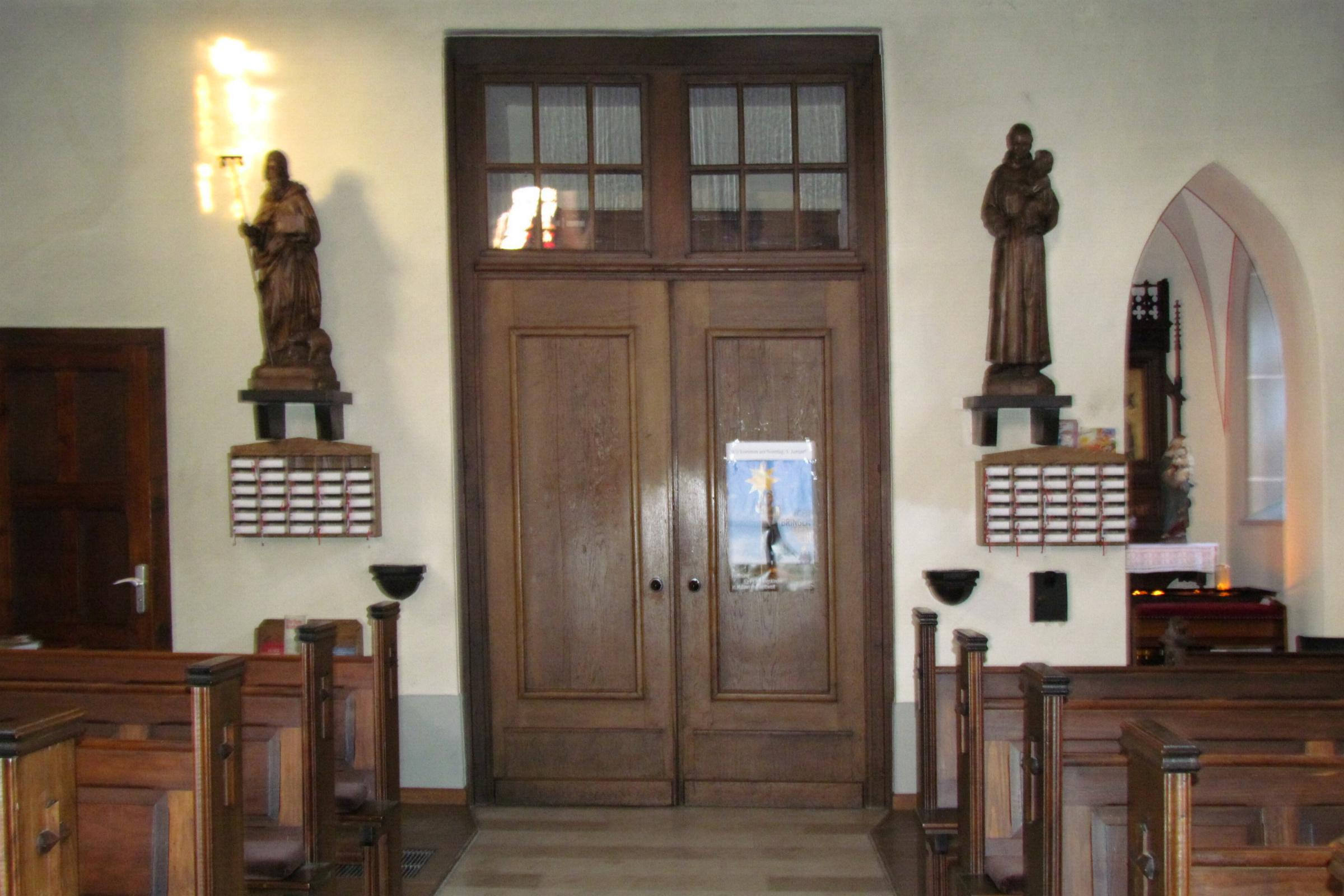
Eingangsbereich zur Kirche